# Боброва, Виктория Андреевна
Виктория Андреевна Боброва (род. 6 июня 1997, Санкт-Петербург) — российская волейболистка, нападающая-доигровщица.

## Биография
Начала заниматься волейболом в 9-летнем возрасте в СДЮШОР Невского района Санкт-Петербурга. 1-й тренер — Л. А. Зажигина. В 2013—2015 выступала за санкт-петербургский «Экран» — дочернюю команду «Ленинградки», а с 2014 на протяжении 5 сезонов — за молодёжную команду ВК «Ленинградка». Одновременно в каждом сезоне проводила по нескольку матчей и за основную команду клуба.
В 2019—2020 играла за курский «ЮЗГУ-Атом», после чего вернулась в «Ленинградку». С 2022 — игрок саратовского «Протона», в составе которого стала бронзовым призёром чемпионата России. В 2024 перешла в «Тулицу», а в 2025 вернулась в родной Санкт-Петербург, где заключила контракт с дебютантом суперлиги — ВК «Корабелка».

### Клубная карьера
- 2013—2015 —  «Экран» (Санкт-Петербург) — высшая лига «Б»;
- 2014—2019 —  «Ленинградка»-2 (Санкт-Петербург) — молодёжная лига;
- 2014—2019 —  «Ленинградка» (Санкт-Петербург) — суперлига.
- 2019—2020 —  «ЮЗГУ-Атом» (Курск) — высшая лига «А»;
- 2020—2022 —  «Ленинградка» (Санкт-Петербург) — суперлига;
- 2022—2024 —  «Протон» (Саратов) — суперлига;
- 2024—2025 —  «Тулица» (Тула) — суперлига;
- с 2025 —  «Корабелка» (Санкт-Петербург) — суперлига.

## Достижения

### С клубами
- Бронзовый призёр чемпионата России 2023